# Verwaltungsgemeinschaft Eibelstadt
In der Verwaltungsgemeinschaft Eibelstadt im unterfränkischen Landkreis Würzburg haben sich folgende Gemeinden zur Erledigung ihrer Verwaltungsgeschäfte zusammengeschlossen:
1. Eibelstadt, Stadt, 3135 Einwohner, 7,07 km²[2]
2. Frickenhausen a.Main, Markt, 1231 Einwohner, 10,55 km²[3]
3. Sommerhausen, Markt, 1957 Einwohner, 7,21 km²[4]
4. Winterhausen, Markt, 1433 Einwohner, 8,73 km²[5]

Der Sitz der Verwaltungsgemeinschaft ist in Eibelstadt.

## Politik

### Gemeinschaftsvorsitzende
- Ernst Fuchs, Markt Winterhausen (1978–1984)
- Eberhard Börner, Stadt Eibelstadt (1984–1985)
- Karl Steinmann, Markt Sommerhausen (1986–1990)
- Heinz Koch (SPD), Stadt Eibelstadt (1990–2014)
- Markus Schenk (CSU), Stadt Eibelstadt (seit 15. Mai 2014)

### Gemeinschaftsversammlung
Die Gemeinschaftsversammlung setzt sich aus den ersten Bürgermeistern sowie weiteren bestellten Gemeinderatsmitgliedern aller Mitgliedsgemeinden zusammen. Dies sind Stand Januar 2019 (jeweils incl. der Bürgermeister) vier Mitglieder aus Eibelstadt und je drei Mitglieder aus Frickenhausen, Sommerhausen und Winterhausen.

## Zusammenarbeit der Mitgliedsgemeinden
Gerätschaften für die gemeindlichen Bauhöfe werden teilweise zusammen beschafft, so dass diese von jeder Mitgliedsgemeinde genutzt werden können.

## Verwaltung von Verbänden
Seit Beginn des Schuljahres 2016/2017 werden an der Grundschule Eibelstadt Schülerinnen und Schüler aus allen Mitgliedsgemeinden unterrichtet.
Seit 01.01.2018 ist die Verwaltungsgemeinschaft Eibelstadt, Schulaufwandsträger für die Grundschule in Eibelstadt.

## Geschichte
Mit Verordnung der Regierung von Unterfranken vom 12. April 1976 mit Wirkung vom 1. Mai 1978 wurde die Verwaltungsgemeinschaft Eibelstadt aus den Gemeinden Stadt Eibelstadt, Markt Frickenhausen a. Main, Markt Sommerhausen und Markt Winterhausen gegründet. Der Gesetzgeber wollte seinerzeit damit die Eigenständigkeit der jeweiligen Gemeinden erhalten.
Seit Gründung der Verwaltungsgemeinschaft Eibelstadt wurde Bürgernähe immer großgeschrieben. Dies zeigt sich vor allem darin, dass trotz einer gemeinsamen Verwaltung in Eibelstadt die Bürger die Möglichkeit haben, für Dienstgeschäfte die Außenstellen in den einzelnen Mitgliedsgemeinden aufzusuchen, welche halbtags besetzt sind.
Seit 1978 erscheint alle 14 Tage das Mitteilungsblatt.
Seit Gründung wurden u. a. auch 13 Nachwuchskräfte für die Verwaltung ausgebildet.

### Einwohnerentwicklung
- 30.09.2012: 7.124
- 30.09.2013: 7.178
- 30.06.2015: 7.394
- 31.12.2015: 7.510
- 30.06.2021: 7.587